# USS Springfield (SSN-761)
| «Спрінгфілд»               | «Спрінгфілд» | «Спрінгфілд» |
| -------------------------- | --- | --- |
| USS Springfield (SSN-761)  | | |
|                            | | |
|                            | | |
| Порт приписки              | Перл-Харбор, Гаваї | Перл-Харбор, Гаваї |
| Спуск на воду              | 4 січня 1992 року | 4 січня 1992 року |
| Сучасний статус            | В активній службі | В активній службі |
| Проєкт                     | | |
| Основні характеристики     | | |
| Швидкість (надводна)       | 20 вузлів | 20 вузлів |
| Швидкість (підводна)       | більше 20 вузлів | більше 20 вузлів |
| Екіпаж                     | 110 (12 офіцерів) | 110 (12 офіцерів) |
| Розміри                    | | |
| Довжина найбільша (по КВЛ) | 110,3 метра | 110,3 метра |
| Ширина корпусу найб.       | 10 метрів | 10 метрів |
| Середня осадка (по КВЛ)    | 9,4 метра | 9,4 метра |
| Водотоннажність надводна   | 6096 тонн | 6096 тонн |
| Озброєння                  | | |
| Торпедно- мінне озброєння  | 4 × 21 в (533 мм) торпедні апарати; 10 МК48 ADCAP універсальних дистанційно керованих торпед великої дальності                                                             | 4 × 21 в (533 мм) торпедні апарати; 10 МК48 ADCAP універсальних дистанційно керованих торпед великої дальності                                                             |
| Ракетне озброєння          | крилата ракета Томагавк блок 3 SLCM, діапазон дії 1700 морських миль (3100 км); протикорабельна крилата ракета Harpoon (6-8 ракет), діапазон дії 70 морських миль (130 км) | крилата ракета Томагавк блок 3 SLCM, діапазон дії 1700 морських миль (3100 км); протикорабельна крилата ракета Harpoon (6-8 ракет), діапазон дії 70 морських миль (130 км) |

«Спрінгфілд» (англ. USS Springfield (SSN-761)) — багатоцільовий атомний підводний човен, є 50 в серії з 62 підводних човнів типу «Лос-Анжелес», побудованих для ВМС США. Він є четвертим кораблем ВМС США, який носить цю назву. Човен був названий на честь міст Спрінгфілд, штат Іллінойс, та Спрінгфілд, штат Массачусетс. Призначений для боротьби з підводними човнами і надводними кораблями противника, а також для ведення розвідувальних дій, спеціальних операцій, перекидання спецпідрозділів, нанесення ударів, мінування, пошуково-рятувальних операцій.

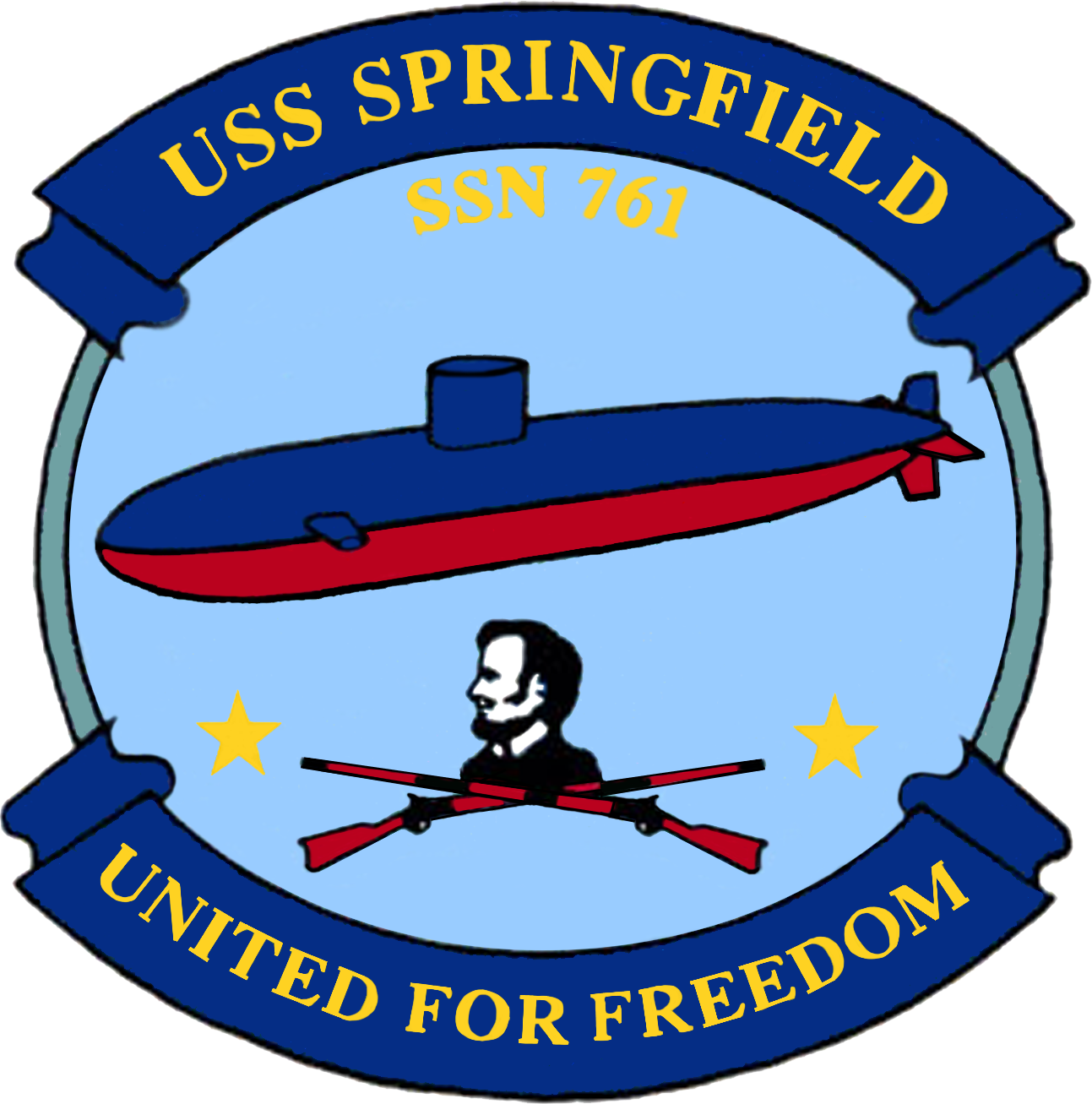
Емблема човна

Контракт на будівництво  21 березня 1986 року  було укладено з  американською корабельнею Electric Boat підрозділу корпорації General Dynamics в місті Гротон, штат Коннектикут. Закладка кіля відбулася 29 січня 1990 року. Підводний човен спущений на воду 4 січня 1992 року. Хрещеною матір'ю стала  Лінн Мартін член Палати представників США від штату Іллінойс. Введений в експлуатацію  9 січня 1993 року. Портом приписки човна стало місто Гротон, штат Коннектикут. З 23 жовтня 2019 року порт приписки став Перл-Гарбор, Гаваї.